# Allium phariense
Allium phariense — вид рослин з родини амарилісових (Amaryllidaceae); поширений у Бутані й на півдні Китаю.

## Опис
Цибулина одиночна або по 2 чи 3, вузько-яйцювата, 0.7–1.5 см у діаметрі; зовнішня оболонка сірувато-чорна. Листки лінійні, від рівних до трохи довших від стеблини, 2–5(7) мм завширшки, плоскі. Стеблина зазвичай зігнута вниз наприкінці, 6–15 см, кругла в перерізі, вкрита листовими піхвами лише в основі. Зонтик кулястий, густо багатоквітковий. Оцвітина біла; сегменти з пурпуровою серединною жилкою в засохлому стані, від вузько-яйцюватих до зворотнояйцювато-довгастих, 4.5–6 × 2–2.5 мм; внутрішні іноді трохи довші і вужчі, ніж зовнішні, верхівкові тупі. Період цвітіння й плодоношення: липень — серпень.

## Поширення
Поширення: Бутан, Китай — північно-західний Сичуань, південний Тибетський автономний район.
Населяє луки, гравійні схили; 4400–5200 м.